# Magical Maestro
Pour plus de détails, voir Fiche technique et Distribution.
Magical maestro est un cartoon réalisé par Tex Avery, sorti en 1952. Il met en scène Butch le bouledogue, ennemi de Droopy.

## Synopsis
Dans un opéra, le grand baryton Poochini (alias Butch le bouledogue) répète l'opéra Le Barbier de Séville de Rossini (plus précisément l'air d'opéra Largo al factotum). Arrive alors un magicien expérimenté appelé Mysto qui propose de faire la première partie de l'opéra : Poochini l'éjecte aussitôt, et Mysto, par vengeance, décide de prendre la place du chef d'orchestre. Profitant d'un instant d'inattention de ce dernier, il le paralyse puis vole sa perruque, son nez et ses habits. Mysto prend sa place alors que Poochini se prépare à chanter.
Les ennuis commencent pour Poochini lorsque Mysto fait apparaître un pot de fleur dans sa main gauche. Il poursuit en faisant apparaître un lapin et une lapine dans chaque main, mais lorsque Poochini retend les bras, les deux lapins sont accompagnés d'une douzaine de lapereaux. Gêné, il s'asperge d'eau en voulant renifler sa fleur et se retrouve en caleçon en voulant prendre un mouchoir (référence au tour de magie des foulards). Ses déboires continuent lorsque Mysto transforme son pantalon en tutu de danseuse. Poochini se fait transformer successivement en Indien, puis en joueur de tennis, en bagnard et pour finir en footballeur américain. Les deux lapins réapparaissent ensuite dans ses mains. Le magicien enchaîne en lui lançant une cymbale sur la tête qui le transforme en Chinois, au son d’une musique orientale. Poochini se change en cow-boy qui chante une chanson country et sa guitare se transforme en lapins. Mysto finit par le propulser au plafond à mesure que sa voix monte dans l’aigu, avant que le baryton ne s'écrase sur la scène et que ce dernier ne voie réapparaître les deux lapins. Le chanteur subit encore une transformation de meneur de square-dance avant de devenir un petit garçon, une chanteuse brésilienne assistée des deux lapins et un chanteur afro-américain qui se prend une enclume sur la tête. Poochini subit une dernière transformation en chanteur hawaïen avant de se rendre compte de la supercherie. Il s'empare de la baguette, paralyse Mysto et fait subir en accéléré au magicien les tourments qu'il a subi.

## Fiche technique
- Réalisation : Tex Avery
- Scénario : Rich Hogan
- Musique : Scott Bradley
- Production : Fred Quimby
- Société de production : MGM
- Pays de production :  États-Unis
- Langues d'origine : anglais et italien
- Genres : animation, comédie
- Durée : 6 minutes
- Format : couleurs (Technicolor) - 35 mm - 1,37:1 - mono (Western Electric Sound System)
- Date de sortie :
  - États-Unis : 9 février 1952

## Distinction
- Inscrit au National Film Registry en 1993